# Heratemita chrysozona
Heratemita chrysozona är en spindelart som först beskrevs av Simon 1899.  Heratemita chrysozona ingår i släktet Heratemita och familjen hoppspindlar. Inga underarter finns listade i Catalogue of Life.